# Yasha Levine
Yasha Levine és un periodista d'investigació rus establert als Estats Units. Nascut a la Unió soviètica, va ser l'editor del diari satíric de Moscou The eXile (L'exili).
És l'autor del llibre Surveillance Valley: The Secret Military History of the Internet, que va rebre bones crítiques de revistes com The New Yorker. Levine també ha escrit altres llibres, incloent A Journey Through Califòrnia's Oligarch Valley, The Koch Brothers: A Short History, and The Corruption of Malcolm Gladwell. També ha treballat com a corresponsal en PandoDaily, i ha escrit per Wired, The Nation, Slate, TIME, the New York Observer, entre d'altres. És un cofundador projecte S.H.A.M.E.

## Publicacions
- Surveillance Valley: The Secret Military History of the Internet, New York: PublicAffairs, 2018. ISBN 9781610398022